# Cryptomphalina sulcata
Cryptomphalina là một chi nấm thuộc họ Polyporaceae. Là một chi đơn loài, nó chứa loài duy nhất Cryptomphalina sulcata.